# 清水溪 (花蓮縣秀林鄉)
23°57′02″N 121°18′38″E / 23.9506636°N 121.3104728°E
清水溪，又名大清水溪，位於臺灣東部的一條河川，位於花蓮縣秀林鄉小清水溪與良里溪之間，台灣日治時期名小清水溪，發源於清水大山東稜，過台9丁線蘇花公路清水橋與北迴線鐵路橋（大清水溪橋）後注入太平洋。上游處有倫倫瀑布，出海口即為聞名之清水斷崖，並設有大清水遊憩區。
2024年6月21日下午，因該溪溪水帶下大量土石溢流覆蓋台鐵北迴線大清水溪橋軌面，導致229次EMU3000列車出軌。